# Semjonowski-Insel
Die Semjonowski-Insel (auch Semjonow-Insel, russisch остров Семёновский) war eine der Ljachow-Inseln der Neusibirischen Inseln in der Laptewsee. Seit ihrer Kartierung durch Pjotr Anjou im Jahr 1823 erodierte sie schnell und verschwand um 1950. An ihrer Position befindet sich heute die Semjonowskoje-Untiefe (Семёновское мелководье).
Der Jakute Maxim Ljachow entdeckte die Semjonowski-Insel gemeinsam mit der südlich von ihr gelegenen Wassiljewski-Insel im Jahre 1815, als er bei einer Schlittenfahrt vom Lenadelta nach Kotelny die Richtung verlor. Acht Jahre später besuchte der russische Entdecker Pjotr Anjou die Insel auf einer Schlittenreise zur Belkowski-Insel. Zu dieser Zeit war sie 14,8 Kilometer lang und fast einen Kilometer breit. Adolf Erik Nordenskiöld sah die Insel am 28. August 1878, als er an Bord der Vega als Erster die Nordostpassage durchfuhr. Vom 10. bis 12. September 1881 rastete George Washington DeLong mit den anderen Schiffbrüchigen der Jeannette auf der Semjonowski-Insel.
Bis 1912, als Teilnehmer der Hydrographischen Expedition des Nördlichen Eismeers auf ihr landeten, hatte sich die Länge der Semjonowski-Insel auf 4,6 km reduziert. 1936, als es die Wassiljewski-Insel schon nicht mehr gab, war sie nur noch zwei Kilometer lang, 500 m breit und 23,6 m hoch, 1943 1,2 km lang und 350 m breit, 1947 nur noch 350 m lang und 40 m breit. 1950 verschwand die Semjonowski-Insel.
Grund für das Verschwinden der Semjonowski- und der Wassiliewski-Insel ist wahrscheinlich Thermoabrasion, eine Erosionsform des Permafrosts, die durch tauende Eisblöcke im Innern von Sedimenten hervorgerufen wird.